# 1980 في المغرب
الأحداث في العام 1980 في المغرب.

## الحكم
- الملك: الحسن الثاني
- رئيس الحكومة: المعطي بوعبيد
- وزير الداخلية: إدريس البصري
- حكومة بوعبيد الأولى (1979-1981)

## الأحداث
- إنشاء إذاعة ميدي 1 راديو سنة 1980.
- قطع المغرب علاقاته الدبلوماسية مع كوبا عام 1980.
- قرار إحداث مجالس العلماء سنة (1980).
- الحسن الثاني يستقبل الملكة إليزابيث الثانية بالمغرب سنة 1980.
- في ملف الصحراء: معركة بوكراع والعيون يوم 28 يناير 1980، معركة بوجدور 13 فبراير 1980، معركة أحنيفيس 26 سبتمبر 1980.
- إخترع العالم رشيد اليزمي سنة 1980 شريحة من الليثيوم تعتبر اليوم من مكونات بطاريات الهواتف النقالة الأساسية.
- بدأ النظام في المغرب سنة 1980 في تطبيق الاجراءات المقترحة من طرف صندوق النقد الدولي والبنك العالمي. وادى ذلك سريعا إلى حالة كارثية. فقد كانت الخوصصة والغاء الاعانات الاجتماعية ضربة قاسية ضد مستوى عيش الطبقة العاملة في المدينة والقرية. خلال اربع سنوات 1980-1984 اجتاحت البلاد موجة تمرد ولكن تم اخماد تلك الحركات بقمع دمي.

## الرياضة
- شارك المغرب في كأس الأمم الأفريقية 1980 التي اقيمت بنيجيريا، وحصل على المركز الثالث.
- فاز نادي شباب المحمدية بـ الدوري المغربي لكرة القدم 1979–80.

## كتب
- كتاب: تاريخ المغرب في القرن العشرين، / تأليف: روح لاندو.

## أفلام
- ساعي البريد من إخراج حكيم نوري.
- أمينة من إخراج محمد التازي بن عبد الواحد.
- الحاكم العام لجزيرة شاكرباكربن من إخراج نبيل لحلو.
- تغنجة من إخراج عبدو عشوبة.

## موسيقى
19 أبريل 1980: - المغرب يشارك في يوروفيجن مهرجان مسابقة الأغنية الأوروبية. (انظر: المغرب في يوروفيجن)
- بدأ المغني مصطفى بوركون مسيرته الفنية سنة 1980. في ذلك الوقت، كان ينتمي للفرقة الغنائية نجوم بوركون.

## مواليد
- يوسف حاجي، (لاعب كرة قدم مغربي).
- هدى صدقي (ممثلة مغربية).
- سناء عكرود (ممثلة، كاتبة سيناريو ومخرجة سينمائية مغربية).
- أسعد بواب (ممثل مغربي).
- هدى بن يمينة (مخرجة وكاتبة سيناريو فرنسية/مغربية).

## وفيات
- أبو بكر المريني (أديب وشاعر مغربي).